# 불멸의 연인

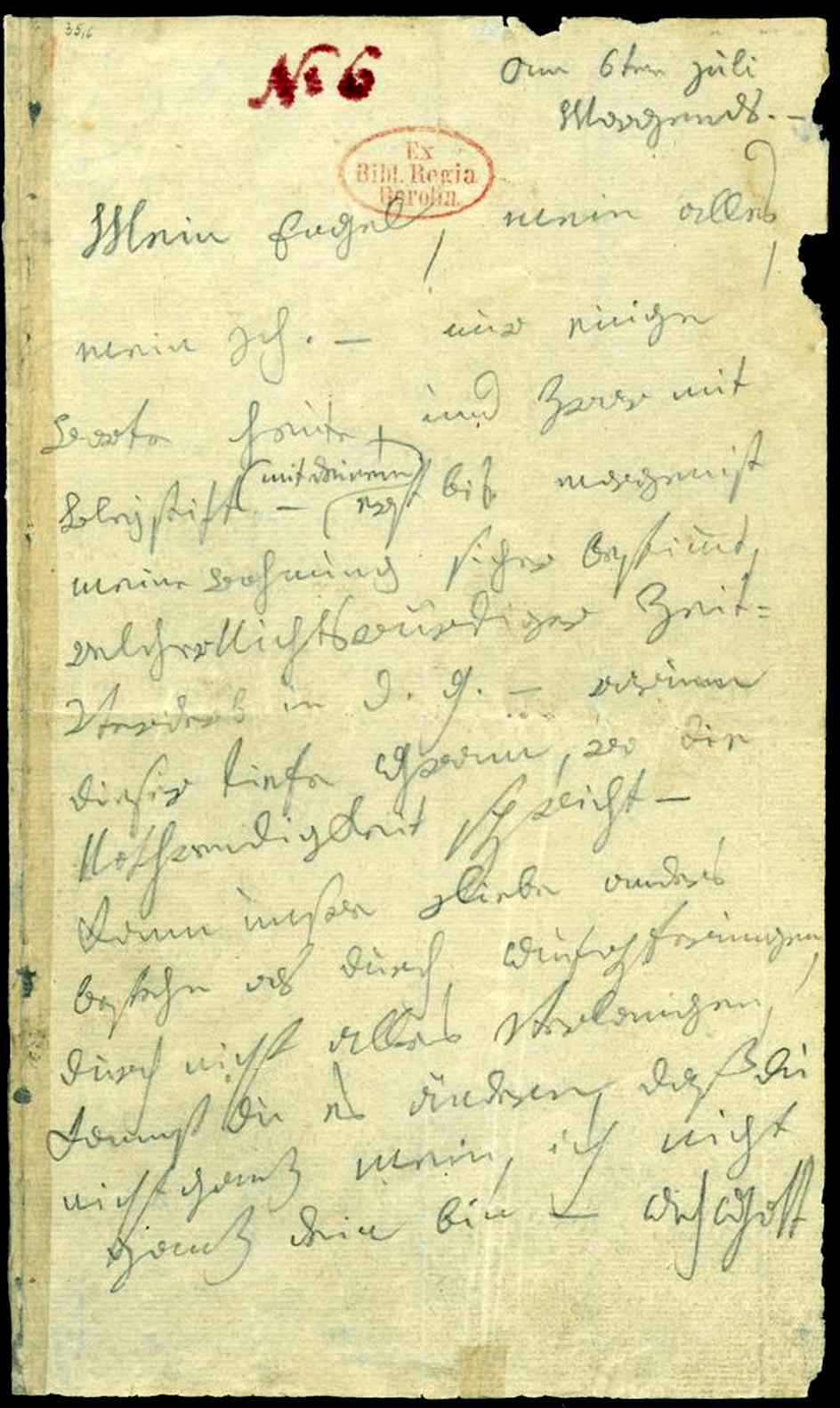
루트비히 판 베토벤이 "불멸의 연인"에게 보낸 편지의 1페이지

불멸의 연인(독일어: Unsterbliche Geliebte 운슈테르블리헤 겔립테[*])은 독일의 작곡가인 루트비히 판 베토벤이 1812년 7월 6일부터 7월 7일에 걸쳐 보헤미아 테플리츠(현재의 체코 테플리체)에서 쓴 편지의 수수께끼 같은 수신인이다. 전체적으로 작은 편지지 열 장으로 이루어진 편지는 베토벤의 얼룩진 육필에 의한다. 분명히 보내지지 않았을 이것은 작곡자 사후 소지품 안에서 발견되어 안톤 쉰들러가 갖고 있었다. 쉰들러의 유언에 따라 그의 여동생에게 넘겨졌고, 1880년에 베를린 주립도서관에 매각되어 오늘에 이른다. 편지는 연필로 쓰여 졌으며, 세 부분으로 이루어진다.
베토벤이 작성 연도와 장소를 명시하지 않았기 때문에 1950년대까지 편지의 정확한 날짜와 수취인의 특정은 추론의 범위를 벗어나지 못했다. 종이의 워터 마크 연구를 통해 연대가 결정되었고, 한층 더 추진, 장소가 특정되었다. 이후 학자들 사이에서는 이 불멸의 연인 서한을 받아야 할 인물에 대해 의견이 분분하다. 현재 가장 유력시 되고 있는 두 후보는 안토니 브렌타노와 요제피네 브룬스비크이다. 다른 후보로는 정도의 차이는 있지만 주류의 학문적 뒷받침과 함께 추측되는 것은 테레제 브룬스비크, 줄리에타 귀차르디, 테레제 말파티, 안나 마리아 에르되디, 베티나 폰 아르님, 아말리 제발트, 도로테아 폰 에르트만 등이다.

## 문장 분석
슈미트 괴르그 (1957) 가 베토벤이 요제피네 브룬스비크에게 보낸, 13편의 알려지지 않은 당시의 연애 편지를 출간한 후, "불멸의 연인"에게 보낸 연애 편지가 그가 쓴 유일한 연애 편지가 아님이 분명해 졌다. 요제피네가 "불멸의 연인"의 주인공 일 수 있다는 것은, 이후에 1812년의 신비한 문구와 1804년부터 1809년까지의 이전 편지 사이의 유사성 분석에 의해 제안되었으며, 주로 Massin (1955, 1970), Goldschmidt (1980) 및 Tellenbach (1983, p. 103 f.)의 논문에 의한다.  
- 나의 천사 (Mein engel) (편지의 마지막 부분에 사용되고 있다) : 안녕히, 천사 - 내 마음의 - 내 인생의" (#219, 1805년 4월) - 또한 편지에는 독일어로 친밀한 상대에게 사용하는 2인칭의 "Du" ("안녕 천사") 가 사용되고 있다 ; "안녕히, 내 마음의 천사" (#220, 1805년 4월/5월)
- 나의 모든 것, 당신 - 당신 - 나의 삶 – 나의 모든 것 (Mein alles, - dir - dir - mein Leben - mein alles) : 당신 – 당신 - 나의 모든 것, 나의 행복 ... 나의 위안 – 나의 모든 것 (#214, 1805년 1월부터 4월); J 모든 것을 드립니다 - 당신을 위한 모든 것 (#297, 1807년 9월 20일 이후)
- 에스테르하지 (Esterhazi) :  헝가리 출신의 브룬스비크 가문은 이 헝가리 귀족을 잘 알고 있었다.
- 나만의 신실한 보물로 있어 주세요, 당신의 신실한 루트비히, 당신을 향한 나의 신실함을 당신은 알고 있을 테니, 결코 다른 사람이 내 마음을 손에 넣을 수 없습니다. 영원히 당신의, 영원한 나의. 영원히 우리의 (bleibe mein Treuer einziger schaz, dein treuer ludwig, da du meine Treue gegen dich kennst, nie eine andre kann mein Herz besizen, nie - nie, verken [ne] nie das treuste Herz deines Geliebten L., ewig dein ewig mein ewig unß.) : 오래 – 오래 – 우리의 사랑이 지속되기를 바랍니다 – 그것은 매우 고귀한 – 상호 존중과 우정에 기반을 두고 있습니다 – 심지어 많은 것들, 생각과 감정에 있어서도 큰 유사성 – 오, 당신의 마음이 계속 되기를 바랍니다 – 오랫동안 나를 위해 이기는 것을 계속 할 수 있습니다 – 오직 나만이 할 수 있습니다 – 멈추는 것을 – 당신을 위해 이기는 것을 – 만약 – 더 이상 이길 수 없더라도 – 가장 사랑하는 J (# 216, 1805년 3월/4월) ; 당신의 신실한 베토벤 (# 279, 1807년 5월) ; 당신의 신실한 베토벤, 끝없이 당신에게 헌신 했습니다 (# 294, 1807년 9월 20일)
- 사랑스러운 사람, 당신은 고통 안에 있습니다 ... 고통 안에 - 아, 내가 어디에 있든, 당신은 나와 함께 있을 것입니다. (Du leidest du mein theuerstes Wesen...du leidest – Ach, wo ich bin, bist du mit mir) : 요제피네는 그 무렵에 질병 경향이 있었으며, 뿐만 아니라 남편이 그녀를 떠났기 때문에 특히 절망적인 상태였다.
- 하지만 - 하지만 절대 내 앞에서 숨지 마십시오 (doch - doch nie verberge dich vor mir) : 1807년에 요세피네는 가족의 압력으로 베토벤에게서 물러나기 시작했다. 베토벤이 그녀를 보러 올 때 그녀는 집에 없었다 (# 294와 # 307 참조)
- 나는 잠자리에 들어야 합니다 - (오 나와 함께, 나와 함께 가요 –) (muß ich schlafen gehen - [durchgestrichen : o geh mit, geh mit –) : 취소선이 그어진 단어는 그들의 사랑이 완성되었다는 가장 강력한 표시일 것으로 여겨진다. (그리고 정확히 9개월 후인 1813년 4월 8일에 학자들 사이에서 의견이 분분한 요제피네의 일곱 번째 아이인 미노나가 탄생한 것을 설명할 수 도 있을 것이다.)

## 추론의 시대 (1827–1969)
쉰들러는 그의 베토벤의 전기 (1840)에서 줄리에타 귀차르디를 "불멸의 연인"으로 지명했다. 그러나 텔렌바흐는 그녀의 베토벤의 전기 (1983)에서 "프란츠 폰 브룬스비크가 1799년부터 1809/1810년 경까지 베토벤의 이루어질 수 없는 사랑의 대상이었던 그의 여동생 요제피네 브룬스비크에게서 사람들의 의심을 분산시키기 위해 줄리에타를 쉰들러에게 제안했을 수 있다"고 설명했다. 라 마라는 테레제 브룬스비크의 회고록 (1909)을 출판했는데, 그녀는 베토벤의 신비로운 "불멸의 연인"을 추적하기 위해 체계적인 연구를 한 최초의 음악학자였다. 그녀의 테레제의 회고록에서는 베토벤에 대한 감탄과 숭배로 가득찬 테레제의 모습이 나타나 있다. 그녀는 작곡가에 대한 테레제의 열렬한 찬사를 은밀한 사랑으로 해석했고, 브룬스비크 후손들 중 일부의 인터뷰를 접하면서 테레제가 "불멸의 연인"이었음이 틀림없다는 결론을 내렸다.